# Cruz española
La  Cruz Española (del alemán: Spanienkreuz) fue una condecoración de la Alemania Nazi a los alemanes que participaron en la guerra civil española, luchando por Franco.

## Historia
Al estallar la guerra civil española, Alemania envió fuerzas militares, la Legión Cóndor, para ayudar a las fuerzas golpistas de Franco.
Tras la guerra, el 14 de abril de 1939 se creó una condecoración en honor a estos militares, con el nombre de Cruz Española.

## Tipos

### Bronce
La versión para los no combatientes, se recibía por tres meses de servicio en España.
7.869 cruces de bronce fueron galardonadas.

#### Bronce con espadas
Galardonada por méritos durante la guerra.
8.462 cruces de bronce con espadas fueron galardonadas.

### Plata
La cruz de plata era para los no combatientes con méritos.
327 cruces de plata fueron galardonadas.

#### Plata con espadas
La cruz de plata con espadas se reservó para los soldados que tuvieron parte en las batallas decisivas.
8.304 cruces de plata con espadas fueron galardonadas.

### Oro
La Cruz Española de oro se reservaba para soldados con grandes méritos en combate.
1.126 cruces de oro fueron galardonadas.

### Oro con diamantes
Esta era la mayor condecoración posible, dirigida a aquellos que contaron con liderazgo durante la batalla y mostraron grandes méritos.
28 cruces de oro con diamantes fueron galardonadas.
(Sperrle, Volkmann, Richthofen, von Thoma, Mehnert, Harlinghausen, Wolff, Harder, Lützow, Mölders, von Moreau, Neudörffer, Schellmann, Schlichting, Balthasar, Bertram, Enslen, Galland, Hoyos, von Kessel, Kraft, Oesau, Seiler, Stärcke, Boddem, Fehlhalber, Henrici, Runze)*
* ordenados por rango, empezando por el General der Flieger

### Otras condecoraciones
315 cruces especiales, Cruces de honor a los parientes de los muertos en España (Ehrenkreuz für Hinterbliebene Deutscher Spanienkämpfer) fueron galardonadas también a los familiares de los soldados alemanes muertos durante su estancia en España.

## Diseño
En su forma, la Cruz Española es muy similar a la Cruz de Malta. En el centro hay una esvástica, y en medio de cada aspa dos espadas cruzadas (que no aparecen en las cruces a los no combatientes). En las cruces de máximo honor, hay diamantes alrededor de la esvástica central.
La cruz para los familiares tampoco tiene espadas, y es menor en tamaño al resto de cruces. Esta cruz posee ribetes con los colores de la bandera española.